# مرتضی یزدان‌پناه
مرتضی یزدان‌پناه (زاده ۱۲۷۳ – درگذشته ۱۳۵۱) نظامی و سیاستمدار اهل ایران بود.

## زندگی‌نامه
متولد ۱۲۷۳ در گز برخوار از شهرهای اصفهان است. در ۱۲۹۳ از مدرسهٔ افسری قزاقخانه فارغ‌التحصیل و با درجهٔ ستوان سومی داخل قشون شد و در چند زد و خورد داخلی سریعاً ترفیع درجه گرفت.

## در رکاب رضاخان
در ۱۲۹۹ با درجهٔ سرهنگی فرماندهِ پیاده‌نظام قوای کودتا بود. او در جریان خلع قاجاریه و تبعید محمدحسن میرزا ولیعهد از ایران نیز نقش مهمی داشت و بلافاصله پس از ورود به تهران به مقام سرتیپی ارتقا یافت و به فرماندهی تیپ مرکز و بعد لشکر مرکزی منصوب شد. یزدان‌پناه تمام تلاش خود را برای استقرار و تثبیت قدرت رضاخان به کار برد. در ۱۳۰۳ علاوه بر فرماندهی لشکر، حکومت نظامی تهران نیز با او بود.

## خدمات نظامی
یزدان‌پناه و دو سه تن از نظامیان مورد اعتماد در روزهای سخت قدرت در مقابله با جنبش «قیام سعادت» که طرفداران احمد شاه بودند و نیز شورش عشایر قشقایی مقاومت کردند. آن‌ها باید همه چیز را به دقت بررسی می‌کردند و به محض دیدن نشانه‌های شکست و توطئهٔ مخالفان، تهران را سرکوب و مجلس را ببندند و در هر صورت حکومت را برای رضا شاه حفظ کنند. یزدان‌پناه با عنوان فرماندار نظامی تهران با اختیار تام و تمام افراد بانفوذ حتی طرفداران رضا شاه و عوامل سفارت بریتانیا و اعضای دولت را هم زیر نظر داشت. وی دو نوبت نیز ریاست «سازمان بازرسی شاهنشاهی» (در دورهٔ محمدرضا شاه) را عهده‌دار بود، هنگام ریاست سازمان بازرسی شاهنشاهی می‌کوشید افسران و قضات و کارمندان درستکار و وفادار را جمع کرده و در سازمانی متمرکز سازد که بر تمام امور کشور نظارت داشته باشد. همهٔ سازمان‌ها و وزارتخانه‌ها در عین حال که به کار بازرسی شاهنشاهی اهمیت می‌دادند به منزلهٔ چشم و گوش شاه بودند و گزارش‌های خود را در دفتر مخصوص برای نخست‌وزیر و وزرا می‌فرستادند و موجب بسیاری از تغییرات و نقل و انتقالات و پرونده‌های تعقیبی می‌شدند.
بعد از فوت سپهبد یزدان‌پناه، حسین فردوست به این مقام گماشته شد که بعدها از او نقل کرده‌اند که گفته‌است خیلی از پرونده‌های سوء استفاده در این سازمان زیر گرد و غبار مدفون شده‌است.
یزدان‌پناه هیچ گونه دانش نظامی نداشت و هیچ دانشکده و دانشگاهی را ندیده بود. زبان روسی را در حد مکالمات روزمره در قزاقخانه یادگرفته بود؛ ولی از روز اول خدمت خود را به رضا خان نزدیک کرد و تمام ترقیاتش را مدیون اوست. یزدان‌پناه اولین کسی است که در ۱۳۰۰ رضا خان را اعلیحضرت خطاب کرد. ۱۳۰۷ به ریاست بازرسی کل ارتش برگزیده شد و در ۱۳۰۸ ریاست ژاندارمری کل کشور ضمیمهٔ کار او شد. در سال ۱۳۱۲ به درجهٔ سرلشکری رسید و فرماندهی لشکر دوم و سپس فرماندهی دانشکدهٔ افسری ر ا عهده‌دار گردید. یزدان‌پناه از جمله افسران وفاداری بود که مورد احترام و اعتماد رضا خان بود و رضا خان در سفر خوزستان برای سرکوب قیام شیخ خزعل، حفظ امنیت پایتخت و کنترل در مراقبت فعالیت مخالفان را به عهده داشت. رضا خان در سفرنامهٔ خوزستان تلگرافی را از سرتیپ مرتضی خان یزدان‌پناه نقل می‌کند که ضمن آن این افسر قزاق از رضا خان اجازهٔ گوشمالی و حتی اعدام مخالفان وی را می‌خواهد. در این تلگراف سرتیپ مرتضی خان پس از اشاره به دسیسه در بین وکلای مجلس آمده‌است آن اشخاص نه فقط مدرس و ملک‌الشعرا هستند، بلکه یک عدهٔ دیگری هم هستند که فدوی مدرس و رفقای او را در مقابل آن‌ها به درجات بهتر می‌شمارم و آن‌ها رهنما و سرکشیک‌زاده (اشاره به مدیران دو روزنامه پایتخت است) و غیره هستند که شب و روز مشغول هر گونه عملیات خرابکارانه می‌باشند… این است که فدوی آرزومندم روزی که حضرت اشرف اشاره فرمود، این قبیل خائنین را با خاک یکسان و خود فدوی ایستاده و فرمان آتش به طرف خائنین بدهم.
بعد از رسیدن رضا خان به حکومت، سپهبد یزدان‌پناه همراه نظامیان دیگر همچون امیراحمدی، خزاعی، آیرم، طهماسبی و شاهبختی و درگاهی و دیگر نظامیانی که فرمانده خود را در تخت سلطنت نشانده بودند، بیش از دیگران در دل سردار سپه جای گرفتند و در واقع ابزار اصلی قدرت او به حساب می‌آمدند. همیشه در کنار او بودند تا روزهای تلخی که رضا شاه باید کاخ گلستان را ترک می‌کرد آن‌ها در کنارش بودند و با اصرار خواستند او را بدرقه کنند که خود رضا شاه نپذیرفت.

## بعد از ۱۳۲۰
در شهریور ۱۳۲۰ به جای سرلشکر عزیزالله ضرغامی به ریاست ستاد ارتش گمارده شد. یک سال در آن پست باقی ماند و درجهٔ سپهبدی گرفت. سپهبد یزدان‌پناه بعد به ترتیب ریاست شورای عالی ارتش، ریاست دفتر نظامی و ژنرال آجودانی را عهده‌دار بود. در دی ماه ۱۳۲۶ در کابینهٔ ابراهیم حکیمی به وزارت جنگ معرفی شد و از جملهٔ افراد خدومی بود که در لایحهٔ «تصفیهٔ کارمندان» جزء بند الفی‌ها بود که باید سر سفرهٔ قدرت می‌ماند.
در سال ۱۳۲۸ در کابینهٔ محمد ساعد وزارت راه را به عهده گرفت و در ترمیم همان کابینه، وزیر جنگ شد. در سال ۱۳۲۹ در کابینهٔ علی منصور همچنان وزیر جنگ بود. در سال ۱۳۳۰ در کابینه مصدق وزیر جنگ شد اما سال بعد که مجدداً به این سمت معرفی شد، نپذیرفت و با سمت ریاست هیئت نظامی به آمریکا رفت. از دورهٔ دوم سنا با سمت سناتور انتصابی در مجلس سنا عضویت داشت. یزدان‌پناه که در لحظات حساس و بحرانی، رضا شاه و اکنون فرزندش را یاری کرده بود، در قضیهٔ نفت و ملی کردن آن از طرف شاه مأمور بود تا در مجلس مجری نظرات او باشد. مجلس سنا از طرفداران انگلیس تشکیل شده بود: سید علی بهبهانی، شاهبختی، منوچهر اقبال، جمال امامی، سپهبد یزدان‌پناه و…
یزدان‌پناه نه تنها جزو سناتورهای انتصابی ابدی بود، بلکه چند تن از قبیل سرلشکر مطبوعی را هم در این سمت یدک می‌کشید که همواره فرمان‌های سناتوری در جیب داشتند. تنها یک بار مورد غضب محمدرضا شاه قرار گرفت، آن هم بعد از کودتای ۲۸ مرداد ۱۳۳۲ وقتی شاه تصمیم گرفت رجال قدیمی را به تدریج کنار بگذارد، هر یک را به بهانه‌ای کنار گذاشت. عیب بزرگ این رجال این بود که بعضی دوستان پدرش بودند و برخی رؤسای پدرش و قبل از او بارها نخست‌وزیر شده بودند. بعد از این وقایع عده‌ای از سران احساس خطر کردند، جلسات مشورتی تشکیل دادند و تصمیم گرفتند به دیدار شاه بروند و از او بخواهند در روش مملکت‌داری خود بازنگرد و اشخاص فاسد را طرد کند. از جملهٔ این سران حسین علاء، عبدالله انتظام و ارتشبد هدایت اند که نزد شاه رفتند. در آن زمان سپهبد یزدان‌پناه به عنوان رئیس سازمان بازرسی شاهنشاهی انتخاب شده بود تا تحقیقات وسیعی دربارهٔ فساد و نابسامانی ادارات انجام دهد و خودش هم که ادعای فداکاری نسبت به شاه و عشق به وطن داشت، با آن‌ها همگام شد. او مأمور شده بود که برای این سران دلسوز وقت ملاقات بگیرد و علت ملاقات را نیز به شاه گفت. شاه از او و آن عده بسیار عصبانی شد و گفت: حالا کار شما به جایی رسیده که می‌خواهید به من نصیحت کنید! روز بعد حسین علاء از وزارت دربار و هدایت از ریاست ستاد معزول شدند و یزدان‌پناه نیز مدت‌ها مغضوب شاه بود؛ اما به زودی در سلک همراهان و نزدیکان او درآمد.
یزدان‌پناه همان‌طور که گفته شد، پنجاه سال در مشاغل مهم بود. غیر از مقام سناتوری و ریاست سازمان بازرسی شاهنشاهی، ریاست شورای عالی بانک سپه هم با او بود. سپهبد یزدان‌پناه در ۱۴ بهمن ۱۳۵۱ در حالی که شورای عالی بانک سپه را اداره می‌کرد، پشت میز اداره با سکتهٔ قلبی درگذشت.